# Okręg wyborczy Morpeth
Okręg wyborczy Morpeth był miejskim okręgiem wyborczym do angielskiej i brytyjskiej Izby Gmin. Obejmował miasto Morpeth w hrabstwie Northumberland. Powstał w 1553 r. i wysyłał do parlamentu westminsterskiego dwóch deputowanych. Po reformie wyborczej 1832 r. na okręg Morpeth przypadł już tylko jeden mandat deputowanego. Okręg został zniesiony w 1983 r.

## Deputowani do brytyjskiej Izby Gmin z okręgu Morpeth

### Deputowani w latach 1553–1640
- 1604–1611: sir  Christopher Perkins
- 1604–1611: John Hare
- 1614: William Button
- 1621–1622: Robert Brandling
- 1621–1622: R. Fetherstonhaugh

### Deputowani w latach 1640–1832
- 1640–1642: sir William Carnaby
- 1640–1643: John Fenwick
- 1645–1648: John Fiennes
- 1645–1653: George Fenwick
- 1659–1659: Robert Delaval
- 1659–1659: William Fenwick
- 1660–1660: Thomas Waddrington
- 1660–1661: Ralph Knight
- 1660–1685: sir George Downing
- 1661–1666: Henry Widdrington
- 1666–1679: Edward Howard
- 1679–1685: Daniel Collingwood
- 1685–1689: sir Henry Pickering
- 1685–1689: Theophilus Oglethorpe
- 1689–1692: Charles Howard
- 1689–1695: Roger Fenwick
- 1692–1698: George Nicholas
- 1695–1701: sir Henry Belasyse
- 1698–1701: Philip Howard
- 1701–1701: William Howard
- 1701–1701: sir Richard Sandford
- 1701–1705: Emanuel Scrope Howe
- 1701–1705: sir John Delaval
- 1705–1713: sir Richard Sandford
- 1705–1708: Edmund Maine
- 1708–1710: sir John Bennett
- 1710–1713: Christopher Wandesford
- 1713–1715: sir John Germain
- 1713–1715: Oley Douglas
- 1715–1738: Henry Howard, wicehrabia Morpeth
- 1715–1717: Christopher Wandesford, 2. wicehrabia Castlecomer
- 1717–1727: George Carpenter
- 1727–1734: Thomas Robinson
- 1734–1747: sir Henry Liddell
- 1738–1741: Henry Furnese
- 1741–1755: Robert Ord
- 1747–1754: James Hamilton, wicehrabia Limerick
- 1754–1768: Thomas Duncombe, wigowie
- 1755–1761: sir Matthew Fetherstonhaugh
- 1761–1768: John Stuart, wicehrabia Garlies
- 1768–1774: Peter Beckford
- 1768–1774: sir Matthew Ridley
- 1774–1775: Francis Eyre
- 1774–1784: Peter Delmé
- 1775–1776: William Byron
- 1776–1777: Gilbert Elliot
- 1777–1780: John Egerton, torysi
- 1780–1784: Anthony Morris Strorer
- 1784–1796: sir James Erskine, wigowie
- 1784–1795: Francis Gregg
- 1795–1806: George Howard, wicehrabia Morpeth, wigowie
- 1796–1802: William Huskisson, torysi
- 1802–1832: William Ord, wigowie
- 1806–1826: William Howard
- 1826–1830: George Howard, wicehrabia Morpeth, wigowie
- 1830–1832: William Howard

### Deputowani w latach 1832–1983
- 1832–1834: Frederick George Howard, wigowie
- 1834–1837: Edward Howard, wigowie
- 1837–1840: Granville Leveson-Gower, wigowie
- 1840–1853: Edward Howard, wigowie
- 1853–1874: sir George Grey, Partia Liberalna
- 1874–1918: Thomas Burt, Liberalni Laburzyści
- 1918–1923: John Cairns, Partia Pracy
- 1923–1929: Robert Smillie, Partia Pracy
- 1929–1931: Ebenezer Edwards, Partia Pracy
- 1931–1935: Godfrey Nicholson, Partia Konserwatywna
- 1935–1954: Robert John Taylor, Partia Pracy
- 1954–1970: Will Owen, Partia Pracy
- 1970–1983: George Grant